# Francia González
Francia María González Martínez (* 15. September 1986 in Irapuato, Guanajuato) ist eine mexikanische Fußballschiedsrichterin.
Seit 2013 steht sie auf der Liste der FIFA-Schiedsrichter und leitet internationale Fußballpartien.
Beim CONCACAF Women’s Gold Cup 2018 leitete González zwei Spiele, darunter das Halbfinale zwischen den Vereinigten Staaten und Jamaika (6:0).
González war Schiedsrichterin beim Algarve-Cup 2020. Zudem war sie bei der CONCACAF W Championship 2022 in Mexiko und bei der U-20-Weltmeisterschaft 2022 in Costa Rica im Einsatz.